# Skin (cantante)
Skin, pseudonimo di Deborah Anne Dyer (Londra, 3 agosto 1967), è una cantante britannica, leader della band londinese Skunk Anansie; dal 2001 al 2009 ha lavorato da solista.

## Biografia

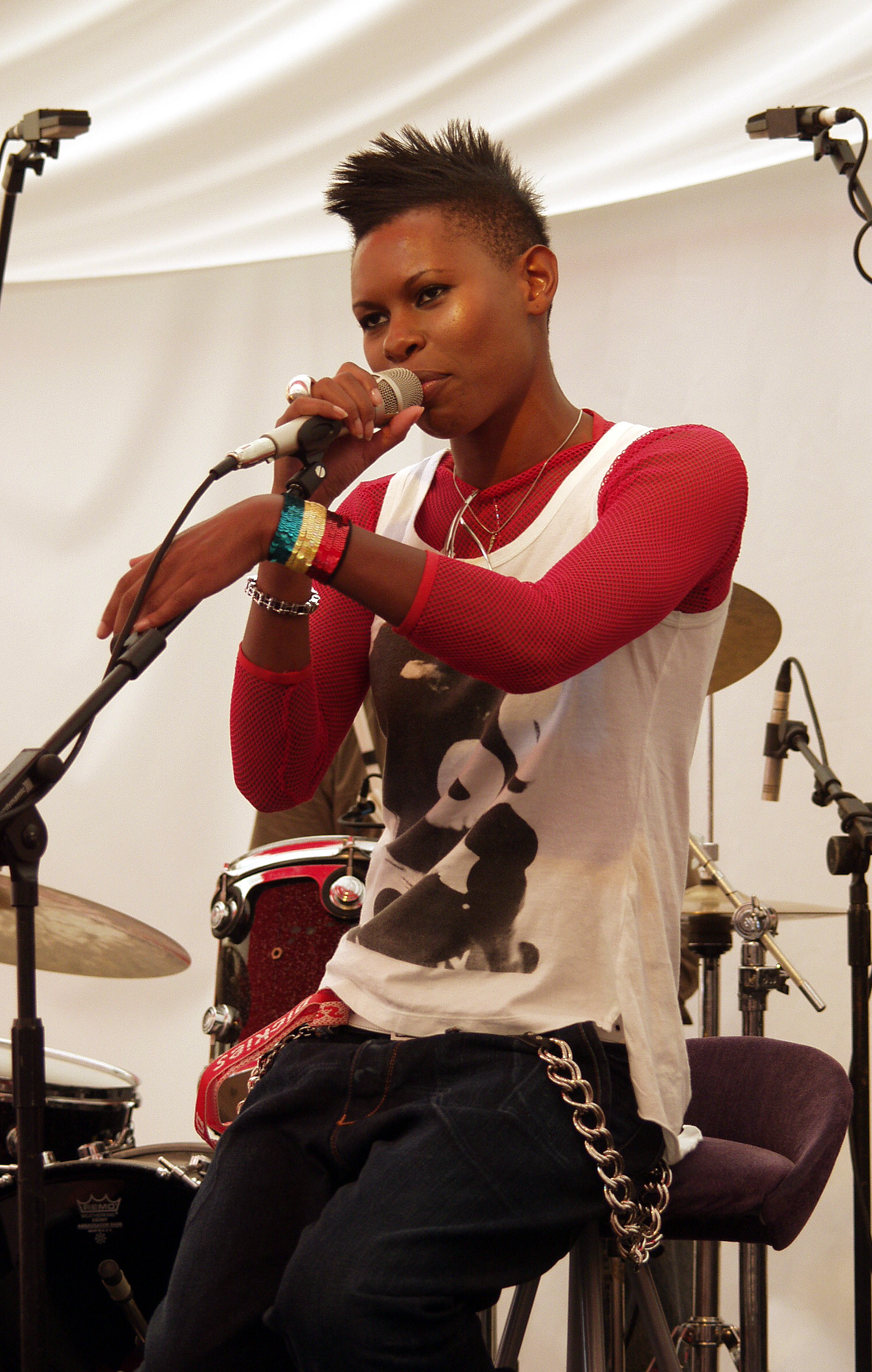
Skin durante una esibizione nel 2003.

Nata nel quartiere londinese di Brixton da genitori di origine giamaicana, ha studiato Design d'Interni presso la Teesside University di Middlesbrough, ricevendo successivamente la laurea honoris causa. Nel 1994 forma la band Skunk Anansie, con cui Skin può mostrare la sua voce, la sua immagine caratterizzata dal capo completamente rasato, i testi in parte provocatori e politicizzati.
Nel 1995 appare nel film di fantascienza cyberpunk Strange Days, dove esegue Selling Jesus assieme al resto della band, in centro a Los Angeles poco prima dell'avvento del nuovo millennio.
Nel 2000 collabora con il gruppo cuneese dei Marlene Kuntz duettando col cantante Cristiano Godano in La canzone che scrivo per te (contenuta nell'album del gruppo intitolato Che cosa vedi) e con Maxim Reality dei Prodigy nel singolo Carmen Queasy.
L'11 agosto 2013 simula, non essendo ancora legale in Italia, un matrimonio omosessuale con la sua produttrice, Christiana Wyly, presso il Castel Campo (nel comune di Comano Terme) in Trentino-Alto Adige. Due anni dopo le due si separano.
Nel 2015 diventa giudice della nona edizione italiana di X Factor andando a sostituire Victoria Cabello. Con la sua partecipazione, diventa il secondo giudice di nazionalità inglese a prendere parte al programma.

### Carriera solista
Nel 2002 partecipa come attrice nel corto drammatico intitolato Hideous Man, scritto, diretto e narrato da John Malkovich, con Gary Sinise, Arielle Dombasle, Saffron Burrows, Shaznay Lewis, Anita Pallenberg e Emilia Fox.
Pubblica il suo primo album da solista Fleshwounds nel 2003, raggiunge il sesto posto in Italia ed il diciottesimo in Germania nelle classifiche degli album più venduti. Si esibisce in tutta Europa, talvolta introducendo anche concerti di Robbie Williams e Placebo.
Nel 2006 esce il suo secondo album, Fake Chemical State anticipato dal singolo Alone in My Room, i successivi singoli estratti sono Just Let the Sun, Purple e Nothing But. Seguono concerti in tutta Europa compresi importanti presenze al Rock Werchter in Belgio, ai Southside/Hurricane festival in Germania.
Nel maggio 2006 partecipa al concerto del Primo Maggio a Roma, in piazza di Porta San Giovanni.
Nel 2008 interpreta il brano Tear Down These Houses su musiche di Andrea Guerra, per la colonna sonora del film Parlami d'amore di Silvio Muccino. Per questa canzone viene realizzato un originale videoclip musicale diretto dal regista Marco Salom. Tear Down These Houses riceve la candidatura al Premio David di Donatello nella categoria "Migliore Canzone Originale".
Nel febbraio 2008 annuncia il nuovo progetto sul quale sta lavorando assieme a Timo Maas e Martin Buttrich, denominato Format 3.
Il 20 luglio dello stesso anno interpreta, durante il concerto tributo ai Beatles di Sorrento (Premio Caruso 2008), Let it Be (duetto con Sinéad O'Connor), Yesterday e Here Comes the Sun (duetto con i Marlene Kuntz).
Inizia il 2012 collaborando con il dj e producer Erick Morillo e il dj Eddie Thoneick dando la voce nella hit If This Ain't Love uscita il 25 gennaio 2012.
Ha di recente interpretato Andròn: The Black Labyrinth, regia di Francesco Cinquemani insieme ad Alec Baldwin e in uscita nel 2016.
Inoltre ha interpretato la colonna sonora principale, intitolata Renaissance, della serie televisiva I Medici, in onda dal 2016.
Il 9 febbraio 2024 ha cantato dal palcoscenico del Festival di Sanremo, insieme ai Santi Francesi, il brano Hallelujah nella serata dedicata alle cover.

## Vita privata
Skin è dichiaratamente bisessuale e nel 2013 ha sposato civilmente la sua produttrice Christiana Wyly, figlia del miliardario americano Sam Wyly, dalla quale si è separata nel 2015.
Nel settembre 2020 annuncia le future nozze con la performer e scrittrice canadese Ladyfag.
Nel dicembre 2021 la moglie di Skin diventa madre della piccola Lev Lylah.
Fin dal referendum sull'uscita del Regno Unito dall'Unione Europea del 2016, Skin si è espressa pubblicamente contro la Brexit in numerose interviste, dettagliando gli effetti sul Paese in termini di aumento del razzismo, carenza di manodopera generica e qualificata e generale impoverimento della cultura britannica.

## Discografia

### Da solista
Album in studio
- 2003 – Fleshwounds
- 2006 – Fake Chemical State

Singoli
- 2003 – Trashed
- 2003 – Faithfulness
- 2003 – Lost
- 2005 – Alone in My Room
- 2006 – Just Let the Sun
- 2006 – Purple (edizione limitata solo nei Paesi Bassi)
- 2007 – Nothing But (edizione promozionale solo in Italia)
- 2008 – Tear Down These Houses (edizione promozionale solo in Italia)

### Con gli Skunk Anansie
- 1995 – Paranoid & Sunburnt
- 1996 – Stoosh
- 1999 – Post Orgasmic Chill
- 2010 – Wonderlustre
- 2012 – Black Traffic
- 2016 – Anarchytecture

## Televisione
- X Factor Italia (2015)

## Filmografia
- Andròn: The Black Labyrinth, regia di Francesco Cinquemani (2015)
- Ulysses: a Dark Odyssey, regia di Federico Alotto (2018)

## Doppiatrici italiane
Nelle versioni in italiano dei suoi film, Skin è stata doppiata da: 
- Monica Bertolotti in Andròn: The Black Labyrinth